# 小行星3635
小行星3635（3635 Kreutz）是一颗围绕太阳公转的小行星。1981年11月21日，盧波什·科胡特克在海德堡发现了此天体。
这颗小行星的绝对星等为249.05645等。